# Smyra chlorolimbis
Smyra chlorolimbis är en fjärilsart som beskrevs av Heinrich Benno Möschler 1880. Smyra chlorolimbis ingår i släktet Smyra och familjen nattflyn. Inga underarter finns listade i Catalogue of Life.